# Schloss Astrup
Das Schloss Astrup war ein Rittergut und ehemalige Burganlage nordöstlich der Gemeinde Belm  im Landkreis Osnabrück in Niedersachsen.

## Geschichte
Der Ursprung von Schloss Astrup geht vermutlich in das Hochmittelalter zurück. 1090 schenkten die Edelherren Edelhard und Liudolf ihre hiesigen Güter der Osnabrücker Kirche. Das Gut war dann im Besitz von Ministerialen des Bistums Osnabrück, denn ab 1186 wird eine Familie von Astrup erwähnt. Gegen Ende des 14. Jahrhunderts war das Gut geteilt, einen Teil, der 1402 als Burg bezeichnet wurde, besaß die Familie von Dumpstorp. Der andere Teil, der 1412 auch als Burg bezeichnet wurde, gehörte der Familie von Brinke. 1510 waren beide Teile in den Händen der Familie von Münster wieder vereinigt, die den Besitz 1534 an Franz von Halle verkauften. Von 1570 bis 1677 saßen hier die Herren von Heyden. Nach weiteren komplizierten Besitzerwechseln kam Gut Astrup 1819 in bürgerliche Hand.
Vermutlich bestand die ursprüngliche Burganlage aus einer Motte. An der Einmündung des Nußbaches in den Belmer Mühlenbach ist auf einer Karte von 1842 ein als „Burgplatz“ bezeichneter, rundlicher Hügel von ca. 80 m Durchmesser eingezeichnet, der offenkundig von einem Graben umgeben war. Im 19. Jahrhundert sind noch Wälle und Reste eines Turmes rechts des Belmer Baches oberhalb der Mühlteiche beobachtet worden, dies sind vermutlich die Reste einer spätmittelalterlichen Anlage. Eine zweite Ortsverlagerung erfuhr die Anlage, als von 1855 bis 1858 nordwestlich davon ein umgräfteter Gutshof errichtet wurde, der nach dem Zweiten Weltkrieg dem Erdboden gleichgemacht wurde.